# Macrorhamphosodes platycheilus
Macrorhamphosodes platycheilus is een straalvinnige vissensoort uit de familie van driepootvissen (Triacanthodidae). De wetenschappelijke naam van de soort is voor het eerst geldig gepubliceerd in 1934 door Fowler.